# United Productions of America

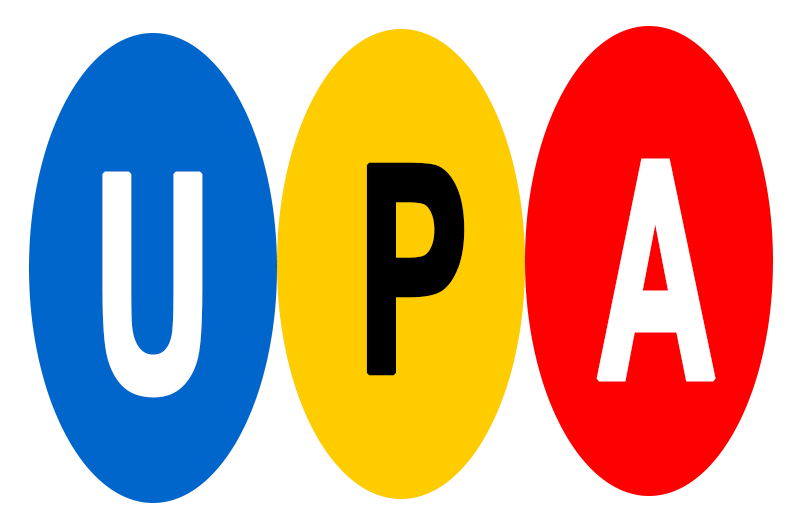
Logo

United Productions of America war eine US-amerikanische Produktionsgesellschaft für Zeichentrickfilme.

## Geschichte

### Gründung
Die UPA entstand 1944 aus dem im Jahr gegründeten Industrial Film & Poster Service. Die nach einem Streik 1941 entlassenen ehemaligen Disney-Mitarbeiter Zack Schwartz, David Hilberman und Stephen Bosustow hatten 1944 unter der Regie von Chuck Jones den Zeichentrickfilm Hell-Bent for Election produziert, der für die Wiederwahl von Präsident Franklin D. Roosevelt warb.
Unter dem neuen Namen UPA erhielten sie zunächst einige Regierungsaufträge, mit Beginn der McCarthy-Ära blieben diese Aufträge jedoch aus. Es gelang jedoch Ende der 1940er Jahre einen Vertrag mit Columbia Pictures zu schließen. Bereits die ersten für Columbia produzierten Trickfilme Robin Hoodlum und The Magic Fluke wurden für den Oscar nominiert. 1949 entstand die Figur des Mister Magoo, dem größten Erfolg von UPA. Zwei Magoo-Filme erhielten den Oscar; When Magoo Flew und Magoo’s Puddle Jumper. Einen weiteren Oscar erhielt der auf einer Geschichte von Dr. Seuss basierende Trickfilm Gerald McBoing-Boing. Zwischen 1949 und 1959 erhielten die Produktionen der UPA insgesamt fünfzehn Oscar-Nominierungen.
1956 wurde ein Vertrag zur Produktion einer Zeichentrick-Fernsehserie mit CBS geschlossen, an der unter anderem Ernest Pintoff und Jimmy T. Murakami mitarbeiteten. Aufgrund von finanziellen Schwierigkeiten verkaufte Bosustow die UPA 1960 an Henry G. Saperstein. Unter Saperstein wurde Mr. Magoo in eine Fernsehserie adaptiert, die Filmproduktion wurde dagegen vollständig eingestellt. 1964 wurde das Animationsstudio geschlossen, die UPA behielt jedoch die Rechte an den erfolgreichen Figuren Mr. Magoo und Gerald McBoing-Boing, während die Rechte an den bis 1959 entstandenen Filmen bei Columbia verblieben. In den 1970er und 1980er Jahren war die UPA nur noch als Distributor für die japanischen Toho Studios tätig.

## Filmografie (Auswahl)
- 1948: Robin Hoodlum
- 1949: The Magic Fluke
- 1950: Trouble Indemnity
- 1951: Gerald McBoing-Boing
- 1952: Rooty Toot Toot
- 1952: Pink and Blue Blues
- 1952: Madeline
- 1953: Christopher Crumpet
- 1953: The Tell-Tale Heart
- 1955: When Magoo Flew
- 1956: The Jaywalker
- 1956: Gerald McBoing! Boing! on Planet Moo
- 1956: Magoo’s Puddle Jumper
- 1957: Magoo Goes Overboard
- 1958: Trees and Jamaica Daddy
- 1959: Bwana Magoo